# Desa Ploso (administrativ by i Indonesien, Jawa Tengah, lat -7,81, long 111,26)
Desa Ploso är en administrativ by i Indonesien.   Den ligger i provinsen Jawa Tengah, i den västra delen av landet, 500 km öster om huvudstaden Jakarta.